# گپفورد (کالیفرنیا)
گپفورد (به انگلیسی: Gepford) یک منطقهٔ مسکونی در ایالات متحده آمریکا است که در شهرستان کینگز، کالیفرنیا واقع شده‌است. گپفورد ۷۳ متر بالاتر از سطح دریا واقع شده‌است.